# Telling You
Telling You, também conhecido como Love Sucks, é um filme dos gêneros comédia romântica e drama. Dirigido por Robert DeFranco e distribuído pela Miramax e estrelado por Peter Facinelli, Jennifer Love Hewitt, Matthew Lillard e Dash Mihok. Seu local de filmagem encontra lugar em North Hollywood. Foi lançado em 7 de agosto de 1998.

## Sinopse
Dois graduados universitários se encontram em casa em Long Island presos atrás do balcão de uma pizzaria e frustrados com as perspectivas de suas vidas, enquanto seus amigos seguem em frente, lutam para encontrar uma nova direção para suas vidas.

## Elenco
- Peter Facinelli como Phil Fazzulo
- Jennifer Love Hewitt como  Deb Freidman
- Matthew Lillard como  Adam Ginesberg
- Dash Mihok como Dennis Nolan
- Andy Berman como  Howard Gurtler
- Robert DeFranco como Steve Fagan
- Gary Wolf como  John Foley
- Richard Libertini como  Mr. P
- Gina Philips como  Kristen Barrett
- Jennifer Jostyn como  Beth Taylor
- Frank Medrano como  Sal Lombardo
- Jensen Daggett como  Susan
- Shanna Moakler como  Cheryl Tangeray
- Charlotte Ayanna como  Allison Fazio (como Charlotte Lopez)
- Marc Bossley como  Tommy Spahn
- Stephanie Brown como Michelle Itzo
- Gerald Jennke como vizinho de Michelle Itzo
- Michelle Burke como amiga de Kristen (como Michelle Thomas)
- Andrea Tiano como Maria (irmã de Sal)
- Mike Muldoon como Jerry, cunhado de Sal
- Jack Rourke como  Murph
- Rick Rossovich como McQueeney (sem créditos)
- Lorin Eric Salm como homem da alface
- John Bachelder como John Batchelder
- Stephen 'Bundy' DeFranco como Bundy
- Paul Anthony como estranho rude
- Kerri Kleiner como amigo de Allison
- Liz Reese como responsável pela montagem do telefone
- Jennifer Foley como Amy
- Jon Cellini como cara durão
- Joe Crusco como policial

## Recepção
No Rotten Tomatoes, o filme tem um índice de aprovação de 20% com base em comentários de 5 críticos.
Nathan Rabin, do jornal The A.V. Club, chamou-o de “realmente chato de uma forma extremamente séria”. Rabin alertou que “não é, como sua caixa indicaria de forma desonesta, um veículo de Jennifer Love Hewitt. É, em vez disso, uma comédia dramática sem graça e irritantemente séria sobre …” os personagens interpretados por Mihok e Facinelli. Rabin disse que Hewitt e Lillard têm pouco mais do que aparições, mas credita Lillard por dar ao filme o pouco brilho que ele tem.
Kathleen Craughwell, do jornal The Los Angeles Times, disse que “é agradável o suficiente e os valores de produção são tão bons quanto qualquer filme de estúdio. Mas os personagens e o que acontece com eles … não são tão interessantes quanto esses atores e seu público merecem.”